# Sigur Rós
Sigur Rós ( ['sɪːɣʏr rouːs]) je islandská post-rocková skupina známá svým jemným zvukem a falzetem frontmana Jónsiho. Jejich hudba používá melodické, klasické, experimentální a minimalistické prvky. Skupina byla založena v Reykjavíku v srpnu 1994.

## Členové
- Jón Þór „Jónsi“ Birgisson – zpěv, kytara, kytara se smyčcem, klávesy, harmonika, bendžo
- Georg „Goggi“ Hólm – basová kytara, zvonkohra
- Kjartan “Kjarri” Sveinsson – syntezátor, klavír, elektronické varhany, kytara, flétna, píšťala, hoboj, bendžo (1998 – 2012, 2022 - současnost)

## Bývalí členové
- Ágúst Ævar Gunnarsson – bicí (1994 – 1999)
- Orri Páll Dýrason – bicí, klávesy (1999 – 2018)[1]

## Diskografie

### Studiová alba
- 1997: Von
- 1999: Ágætis byrjun
- 2002: ( )
- 2005: Takk...
- 2008: Með suð í eyrum við spilum endalaust
- 2012: Valtari
- 2013: Kveikur[2]
- 2023: Átta[3]

### Remixová alba
- 1998: Von Brigði

### Soundtracky a kompilace
- 2000: Angels of the Universe
- 2004: The Loch Ness Kelpie
- 2007: Hvarf/Heim (kompilace)
- 2003: Hlemmur

### Singly a EP
- 1999: Svefn-g-Englar
- 2000: Ný batterí
- 2001: Rímur (EP)
- 2002: Untitled #1
- 2004: Ba Ba Ti Ki Di Do (EP)
- 2005: Glósóli
- 2005: Hoppípolla
- 2006: Sæglópur
- 2007: Hljómalind
- 2008: Gobbledigook
- 2013: Brennisteinn (EP)[4]

### DVD
- 2007: Heima
- 2011: Inni
- 2013: Valtari film experiment[5]